# 胡鳳翠
胡鳳翠，廂白旗人，清朝政治人物。
康熙四十五年，接替蔣尚緝。擔任江蘇宜興縣知縣。后由陳智先接任。他在雍正元年的時候在蘇州織造衙門任職。